# San Francisco 49ers 1978
La stagione 1978 dei San Francisco 49ers è stata la 29ª della franchigia nella National Football League. Prima dell'inizio del campionato la squadra aveva acquisito il running back O.J. Simpson dai Buffalo Bills. Anche se Simpson era stato uno degli migliori nel suo ruolo nel decennio precedente, era in cattive condizioni fisiche e si era appena sottoposto a un intervento chirurgico al ginocchio che l'avrebbe limitato nel corso dell'anno.
I 49ers terminarono col peggior record della lega, 2-14, classificandosi all'ultimo posto anche per punti segnati, 218.

## Partite

### Stagione regolare
| Turno | Data       | Avversario             | Risultato | Pubblico |
| ----- | ---------- | ---------------------- | --------- | -------- |
| 1     | 3/9/1978   | at Cleveland Browns    | S 24–7    | 68,973   |
| 2     | 10/9/1978  | Chicago Bears          | S 16–13   | 49,502   |
| 3     | 17/9/1978  | at Houston Oilers      | S 20–19   | 46,161   |
| 4     | 24/9/1978  | at New York Giants     | S 27–10   | 71,536   |
| 5     | 1/10/1978  | Cincinnati Bengals     | V 28–12   | 41,107   |
| 6     | 8/10/1978  | at Los Angeles Rams    | S 27–10   | 59,337   |
| 7     | 15/10/1978 | New Orleans Saints     | S 14–7    | 37,671   |
| 8     | 22/10/1978 | Atlanta Falcons        | S 20–17   | 44,235   |
| 9     | 29/10/1978 | at Washington Redskins | S 38–20   | 53,706   |
| 10    | 5/11/1978  | at Atlanta Falcons     | S 21–10   | 55,468   |
| 11    | 12/11/1978 | St. Louis Cardinals    | S 16–10   | 33,155   |
| 12    | 19/11/1978 | Los Angeles Rams       | S 31–28   | 45,022   |
| 13    | 27/11/1978 | Pittsburgh Steelers    | S 24–7    | 51,657   |
| 14    | 3/12/1978  | at New Orleans Saints  | S 24–13   | 50,068   |
| 15    | 10/12/1978 | Tampa Bay Buccaneers   | V 6–3     | 30,931   |
| 16    | 17/12/1978 | at Detroit Lions       | S 33–14   | 56,674   |